# Stefano D'Aste
Pour les articles homonymes, voir Aste.
Stefano d'Aste, né le 26 février 1974, est un pilote automobile italien. 

## Biographie

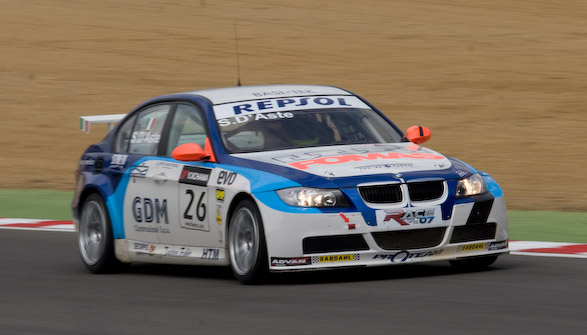
Stefano d'Aste en WTCC, en 2008

Depuis 2005, il pilote en championnat du monde des voitures de tourisme sur BMW. Il a signé un podium en 2005 sur le circuit de Spa-Francorchamps. En 2012, il remporte sa première victoire dans la catégorie sur le Salzburgring, lors de la 2e course du week-end, en prenant la tête lors du dernier virage de la course à la suite des crevaisons des Chevrolet de tête.

## Résultats par saison en WTCC
| Année | Équipe                      | Voiture    | 1             | 2             | 3              | 4              | 5              | 6              | 7             | 8             | 9             | 10            | 11        | 12        | 13            | 14            | 15            | 16            | 17            | 18            | 19            | 20             | 21       | 22       | 23        | 24        | 25    | 26    | Class. | Points |
| ----- | --------------------------- | ---------- | ------------- | ------------- | -------------- | -------------- | -------------- | -------------- | ------------- | ------------- | ------------- | ------------- | --------- | --------- | ------------- | ------------- | ------------- | ------------- | ------------- | ------------- | ------------- | -------------- | -------- | -------- | --------- | --------- | ----- | ----- | ------ | ------ |
| 2005  | Proteam Motorsport          | BMW 320i   | ITA 1 (en) 16 | ITA 2 (en) 22 | FRA 1 (en) Ret | FRA 2 (en) DNS | GBR 1 (en) Ret | GBR 2 (en) Ret | SMR 1 (en) 22 | SMR 2 (en) 15 | MEX 1 (en) 12 | MEX 2 (en) 11 | BEL 1 16  | BEL 2     | GER 1 (en) 20 | GER 2 (en) 19 | TUR 1 (en) 14 | TUR 2 (en) 15 | ESP 1 (en) 17 | ESP 2 (en) 17 | MAC 1 (en) 11 | MAC 2 (en) Ret |          |          |           |           |       |       | 18e    | 8      |
| 2006  | Proteam Motorsport          | BMW 320i   | ITA 1 14      | ITA 2 21      | FRA 1 18       | FRA 2 10       | GBR 1 19       | GBR 2 Ret      | GER 1 19      | GER 2 19      | BRA 1 Ret     | BRA 2 Ret     | MEX 1 22  | MEX 2 Ret | CZE 1 13      | CZE 2 11      | TUR 1 12      | TUR 2 11      | ESP 1 20      | ESP 2 19      | MAC 1 Ret     | MAC 2 11       |          |          |           |           |       |       | NC     | 0      |
| 2007  | Wiechers-Sport              | BMW 320si  | BRA 1 11      | BRA 2 13      | NED 1 17       | NED 2 18       | ESP 1 12       | ESP 2 18       | FRA 1 13      | FRA 2 Ret     | CZE 1 14      | CZE 2 10      | POR 1 11  | POR 2 14  | SWE 1 21      | SWE 2 19      | GER 1 17      | GER 2 13      | GBR 1 17      | GBR 2 17      | ITA 1 21      | ITA 2 10       | MAC 1 18 | MAC 2 12 |           |           |       |       | NC     | 0      |
| 2008  | Scuderia Proteam Motorsport | BMW 320si  | BRA 1 9       | BRA 2 16      | MEX 1 13       | MEX 2 14       | ESP 1 14       | ESP 2 15       | FRA 1 18      | FRA 2 14      | CZE 1 25      | CZE 2 21      | POR 1 19  | POR 2 16  | GBR 1 12      | GBR 2 7       | GER 1 9       | GER 2 13      | EUR 1 18      | EUR 2 16      | ITA 1 24      | ITA 2 14       | JPN 1 9  | JPN 2 23 | MAC 1     | MAC 2     |       |       | 18e    | 2      |
| 2009  | Wiechers-Sport              | BMW 320si  | BRA 1 Ret     | BRA 2 20      | MEX 1 12       | MEX 2 16       | MAR 1 16       | MAR 2 13       | FRA 1 Ret     | FRA 2 DNS     | ESP 1 9       | ESP 2 9       | CZE 1 17  | CZE 2 15  | POR 1 10      | POR 2 9       | GBR 1 9       | GBR 2 13      | GER 1 6       | GER 1 16      | ITA 1 12      | ITA 2 10       | JPN 1 24 | JPN 2 10 | MAC 1 DNS | MAC 2 DNS |       |       | 18e    | 3      |
| 2010  | Scuderia Proteam Motorsport | BMW 320si  | BRA 1 17      | BRA 1 15      | MAR 1 Ret      | MAR 2 11       | ITA 1 11       | ITA 2 11       | BEL 1 16      | BEL 2 13      | POR 1 14      | POR 1 13      | GBR 1 18  | GBR 2 11  | CZE 1 10      | CZE 2 9       | GER 1 15      | GER 2 16      | ESP 1 Ret     | ESP 2 DNS     | JPN 1 Ret     | JPN 2 17       | MAC 1    | MAC 2    |           |           |       |       | 19e    | 3      |
| 2011  | Wiechers-Sport              | BMW 320 TC | BRA 1         | BRA 2         | BEL 1          | BEL 2          | ITA 1          | ITA 2          | HUN 1         | HUN 2         | CZE 1         | CZE 2         | POR 1 10  | POR 2 11  | GBR 1         | GBR 2         | GER 1 6       | GER 2 9       | ESP 2 10      | ESP 2 11      | JPN 1         | JPN 2          | CHN 1    | CHN 2    | MAC 1     | MAC 2     |       |       | 17e    | 12     |
| 2012  | Wiechers-Sport              | BMW 320 TC | ITA 1 (en) 11 | ITA 2 (en) 5  | ESP 1 11       | ESP 2 3        | MAR 1 5        | MAR 2 5        | SVK 1 5       | SVK 2 14      | HUN 1 17      | HUN 2 8       | AUT 1 Ret | AUT 2 1   | POR 1 11      | POR 2 18      | BRA 1 17      | BRA 2 13      | USA 1 9       | USA 2 9       | JPN 1 8       | JPN 2 1        | CHN 1 3  | CHN 2 4  | MAC 1 Ret | MAC 2 23  |       |       | 7e     | 144    |
| 2013  | PB Racing                   | BMW 320 TC | ITA 1 Ret     | ITA 2         | MAR 1          | MAR 2          | SVK 1          | SVK 2          | HUN 1         | HUN 2         | AUT 1         | AUT 2         | RUS 1     | RUS 2     | POR 1         | POR 2         | BRA 1         | BRA 2         | TBA 1         | TBA 2         | USA 1         | USA 2          | JPN 1    | JPN 2    | CHN 1     | CHN 2     | MAC 1 | MAC 2 | 13e*   | 2*     |

* Saison en cours.